# Arnoldtilla
Arnoldtilla — род мелких ос-немок из подсемейства Myrmillinae. Длина около 5 мм.

## Описание
Азия (Йемен) и Афротропика (Замбия, ДРКонго, Южная Африка). У самцов 13-члениковые усики, у самок — 12-члениковые. Самка осы пробирается в чужое гнездо и откладывает яйца на личинок хозяина, которыми кормятся их собственные личинки.

## Систематика
Родовой статус установлен в 2006 году. Первоначально таксон был описан как подрод в составе рода Odontotilla. Относится к подсемейству Myrmillinae. Род был назван хорватским гименоптерологом Гвидо Нонвейллером в честь южноафриканского энтомолога G.Arnoldt.
- Arnoldtilla achterbergi Lelej, 2006 — Йемен
- Arnoldtilla bischoffi (Arnold, 1956) typus (=Odontotilla bischoffi Arnold, 1956)
- Arnoldtilla silvestris (Arnold, 1956)